# Suluc Mehmed Pasha
Şuluk Mehmed Pasha (1525-7 de octubre de 1571), más conocido en Europa como Mehmed Siroco o Mahomet Sirocco, y también llamado Sulik, Chulouk, Şolok, Seluk, o Suluc y conocido con los títulos de pasha, reis, o bey, era el bey otomano (gobernador regional) de Alejandría a mediados del siglo XVI. Tanto los nombres extranjeros como los turcos (y sus variedad de formas de escribirlos) están derivados del viento del Sur del Mediterráneo llamado siroco, del griego σιρόκος sirokos y que deriva del árabe levantino شلوق shlūq, respectivamente.
Mehmed Siroco fue designado almirante para comandar el ala derecha turca en la batalla de Lepanto (1571). Combatiendo al frente liderado por Agostino Barbarigo, fue conocido como el atacante más agresivo de la batalla. Fue herido y muerto en combate al igual que Barbarigo.